# Pavonia matteiana
Pavonia matteiana är en malvaväxtart som beskrevs av M. Thulin. Pavonia matteiana ingår i släktet påfågelsmalvor, och familjen malvaväxter. Inga underarter finns listade i Catalogue of Life.